# Uppföljare
En uppföljare är vanligtvis en bok, en skiva, ett datorspel eller en film som på något sätt berättar vidare på historien från det föregående verket.
Begreppet används särskilt men inte nödvändigtvis om den första berättelsen har en avslutad handling men sedan följs upp av en inte från början planerad fortsättning på berättelsen.

## Exempel på uppföljare
- 48 timmar igen till 48 timmar
- Star Trek: The Next Generation med flera TV-serier och filmer till TV-serien Star Trek
- Terminator 2 - Domedagen med flera filmer till Terminator
- Zelda II: The Adventure of Link med flera datorspel till The Legend of Zelda

## Typer av uppföljare

### Sequel
Sequel (engelska; "följd", "fortsättning") – används i betydelsen uppföljare och är den vanligast förekommande typen, där handlingen utspelar sig efter origiginalverket". Exempel på sequel-uppföljare:
- Datorspelet Borderlands 2, utspelar sig efter originalspelet Borderlands (retroaktivt kallat "Borderlands 1").
- Spelfilmen Star Wars: Episod II – Klonerna anfaller, andra filmen i dess trilogi, utspelar sig efter Star Wars: Episod I – Det mörka hotet.

### Prequel
Prequel (svenska: ” föregångare”) – utspelar sig före originalverket. En "prequel" är alltså en utgivningsmässig efterföljare i verkligheten, men en kronologisk föregångare i fiktionens universum. Ordet är ett begrepp som används inom underhållningsbranschen och är en sammansättning av sequel och det latinska prefixet pre- (före). Exempel på prequel-uppföljare:
- Min morbror trollkarlen av C. S. Lewis, var den sjätte boken som Lewis skrev i fantasyserien om landet Narnia, men utspelar sig långt före de övriga böckerna i serien.
- Preludium till stiftelsen och Hari Seldon och Stiftelsen av Isaac Asimov. Skrevs som nummer sex och sju i Stiftelse-serien, men handlar om psykohistorikern Hari Seldon under tiden före händelserna i den först utgivna boken.
- Shannaras förste kung av Terry Brooks, som utspelar sig 500 år före händelserna i Shannaras svärd.
- Den andra trilogin av filmserien Star Wars utspelar sig före originaltrilogin.
- Spartacus: Gods of The Arena är en prequel till Spartacus: Blood and Sand.
- Mysteriet på Greveholm 3 är det tredje spelet i serien Mysteriet på Greveholm, men utspelar sig långt före de andra spelen.
- Största delen av boken När Findus var liten och försvann utspelar sig före de andra böckerna. Pettson berättar för Findus om när Findus var liten.

### Midquel
Midquel (svenska: samtida uppföljare) – utspelar sig under samma tidsperiod som originalet. Ordet är ett nyord, en sammansättning av engelska: sequel med prefixet mid- (mitt i, medan); direktöversatt ungefär "midföljare". Exempel på midquel-uppföljare:
- Disneyfilmen Bambi II, utspelar sig under en period som hoppades över i föregångaren Bambis kronologi.
- Disneyfilmen Micke och Molle 2 utspelar sig under samma period som Micke och Molle. Och i en sekvens som inte var med i första filmen.
- C.S. Lewis femte Narnia-bok Hästen och hans pojke utspelar sig under en del av den period som han tidigare hade beskrivit i Häxan och lejonet.
- Största delen av Lejonkungen 3 - Hakuna Matata utspelar sig under originalet, om Timon och Pumbaas "Dolda roll" i filmen.

### Interquel
Interquel (svenska: mellangående uppföljare) – utspelar sig tidsmässigt mellan två tidigare verk. Ordet är ett nyord, en sammansättning av engelska: sequel med prefixet inter- (mellan-, intra-); direktöversatt ungefär "mellanföljare". Exempel på interquel-uppföljare:
- Bert och brorsorna, Bert och Boysen, samt Bert och bacillerna utspelar sig alla mellan Berts dagbok och Berts första betraktelser, och täcker ungefär sju månaders tid. Anders Jacobsson och Sören Olsson, de två Bertförfattarna, talade innan böckerna kom ut om denna period i Berts liv som "Den försvunna tiden".[1]
- Metroid Prime och dess uppföljare utspelar sig mellan Metroid och Metroid II: Return of Samus.
- Lilo & Stitch 2 utspelar sig mellan de två föregående filmerna Lilo och Stitch och Stitch! - Experiment 626.

### Pre-sequel
Pre-sequel (svenska: föruppföljare) – utspelar sig före en uppföljare och har kronologisk anknytning till denna. Ordet är ett nyord, en hopslagning av engelska: sequel med det latinska prefixet pre- (före, innan); direktöversatt "föruppföljare". Exempel på pre-sequel-uppföljare:
- Datorspelet Borderlands: The Pre-Sequel, utspelar sig mellan originalspelet Borderlands och uppföljaren Borderlands 2, men anknyter främst till handlingen i uppföljaren.

## Närliggande begrepp
- Nyinspelning – nyinspelning av samma historia, till exempel Never Say Never Again som är en ny version av Åskbollen. Ibland används det engelska ordet remake även på svenska om denna företeelse, till exempel datorspelsremake.
- Adaption – överföring av en historia från ett medium till ett annat, exempelvis från skönlitteratur till film, från TV-spel till TV-serier eller från film till tecknade serier. Termen används dock vanligen inte för en överföring av TV-serier till film, eller omvänt, då dessa två i allt väsentligt utgör två former av samma medium. Detta kallas ofta för filmatisering när det är från ett skrivet verk eller teveserie till film och dramatisering när något omarbetas till teater.
- Spinoff – i strikt mening inte någon uppföljare, men en mer individualiserad fortsättning i samma fiktiva verklighet, exempelvis om man gör en film där huvudrollen är en person som var biroll i en tidigare film. Exempel på spinnoffs är Smurferna från Johan och Pellevin, Frasier från Skål och CSI New York från CSI. "Spinoff" används ibland även i betydelsen "adaption", då huvudsakligen adaption mellan visuella medier, inklusive överföringar mellan TV och film.
- Crossover – ett verk där två eller flera olika fiktiva världar möts - det vill säga en uppföljare till minst två tidigare orelaterade verk. Ett exempel är Alien vs. Predator eller när Miyamoto Usagi gästspelar i Turtles. Crossoververk betraktas dock vanligen som ett fenomen som ligger närmare spinoffs än uppföljare.

### Fotnoter
1. ↑  Charmör på danshumör, sidan 32 ("Berts bakgrundsfakta"), Tintins äventyrsklubb 1992